# پایگاه هوایی بلایا
پایگاه هوایی بلایا (به انگلیسی: Belaya air base) فرودگاهی نظامی است که یک باند فرود بتن دارد و طول باند آن ۴۰۰۰ متر است. این فرودگاه در شهر اوسولیه-سیبیرسکویه کشور روسیه قرار دارد و در ارتفاع ۴۵۸ متری از سطح دریا واقع شده‌است.